# 石井邦生
石井 邦生（1941年10月20日—），出身於日本大阪府東大阪市，職業圍棋選手，隸屬日本棋院關西總本部，師從細川千仭九段。石井衛九段為其兄長，井山裕太、兆乾為其主要學生。

## 升段過程
- 1956年 - 初段，同年二段
- 1957年 - 三段
- 1958年 - 四段
- 1959年 - 五段
- 1963年 - 六段
- 1966年 - 七段
- 1968年 - 八段
- 1978年 - 九段

## 主要棋歷
1953年成為細川千仭九段門下、翌年進入日本棋院關西總本部成為院生。就讀關西學院大学但中途退學。1969年第1回新銳循環賽亞軍。1973、74年進入第29期本因坊戰聯賽戰。1977年進入第2期碁聖戰聯賽戰。1979年第4期棋聖戰九段戰準優勝，最高棋士決定戰4強。1982、90年進入第8及16期名人戰聯賽戰。1992年進入第17期棋聖戰最高棋士決定戰。1993年棋聖戰九段戰第3位，進入第18期最高棋士決定戰。1995年進入第8回世界選手權富士通杯本戰。2001年進入第14回世界選手權富士通杯本戰，800勝達成。2008年通算900勝達成。2009年進入第16期阿含·桐山杯本戰。在2013年第3回日本圍棋大師賽，以71歲高齡擊敗武宮正樹、片岡聰、山城宏三位曾經奪得過七大頭銜戰頭銜的棋士奪得亞軍。2016年通算1000勝達成，為史上第18位，並且是史上最年長達成者（74歳3月），及史上入段最長期間達成者（59年10月）。
另外在1980年代擔當院生教練，培植山田規三生。1994年為NHK教育電視圍棋講座的講師。1995收當時6歲的井山裕太為弟子。
至於日中圍棋交流，1973、83年参加訪中團。1984年日中圍棋決戰以2-1勝宋雪林、1988年0-2敗於曹大元。1992年應氏杯世界職業圍棋錦標賽以日本（大阪）代表身份出場、1回戰敗於王銘琬。2001年富士通杯世界職業圍棋錦標賽出場、1回戰勝李昌鎬、2回戰敗於俞斌。